# 雷靈恩
雷靈恩（挪威語：Rælingen）是挪威阿克什胡斯郡的市镇，行政中心为菲爾丁比。市镇面积为72平方公里，2004年人口数量为14,720人。
雷靈恩是挪威傳統地區羅梅里克的一部分。1929年7月1日，雷靈恩從費特市镇獨立出來。 

## 姐妹城市
以下城市與雷靈恩締交為姊妹城市：
- 芬兰 - 新地区基爾科努米
- 瑞典 - 西約塔蘭省蒙克达尔市镇

## 外部連結
- 维基导游上有關Akershus的旅行指南
- 官方网站  （挪威文）